# MAMレコード
MAMレコード (MAM Records) は、マネジメント会社であるマネジメント・エージェンシー&ミュージック・リミテッド (Management Agency & Music Ltd., MAM) が1970年に立ち上げたレコード・レーベル。ゴードン・ミルズとトム・ジョーンズが創業し、デッカ・レコードが流通を担った。MAMから最初にリリースされたシングルは、1970年のデイヴ・エドモンズのシングル「アイ・ヒア・ユー・ノッキング (I Hear You Knocking)」であった。同年の遅い時期にはギルバート・オサリヴァンが「ナッシング・ライムド (Nothing Rhymed)」を皮切りに MAM での一連のヒット作を出し始め、1971年にはヒット作となったアルバム『ギルバート・オサリヴァンの肖像 (Himself)』が MAM から出た。さらにオサリヴァンのアルバム『バック・トゥ・フロント (Back to Front)』、『アイム・ア・ライター（1本のペンがあれば）(I'm a Writer, Not a Fighter)』、『彷徨とぬくもりと/オサリヴァンの系譜 (A Stranger In My Own Back Yard)』が次々にヒットした。
1972年には、リンジー・ディ・ポールがこのレーベルと契約し、「シュガー・ミー (Sugar Me)」に始まる一連のヒット・シングルを出し始めた。彼女のデビュー・アルバム『サプライズ (Surprise)』も1973年に MAM からリリースされ、1974年にはベスト・アルバムとして制作されたコンピレーション・アルバム『The World of Lynsey de Paul（別名：Lynsey Sings）』も出た。エンゲルベルト・フンパーディンクも MAM に録音を残した重要なアーティストであったが、これはゴードン・ミルズがフンパーディンクのマネージャーだったためである。ヒットには至らなかったが、フランク・アイフィールドもこのレーベルから複数のシングルを出しており、他にもジョニー・ナッシュ、リーピー・リー、ティナ・チャールズらのシングルもリリースされた。1970年代半ばには、MAMレコードの流通は EMI に切り替えられた。
同社は、1970年代前半において、イギリスで最も成功したレコード会社のひとつであった。事業は多角化され、一時はスロットマシンから航空事業まで広がったが、1970年代末にはRCAビクターなどのアメリカ合衆国の企業に市場を奪われていた。
1980年代に入り、同社はクリサリス・レコードに売却された。1991年にクリサリスが EMI に売却されたため、かつて MAM が権利を保有していた録音の多くは、EMI から再発売されるようになっている。